# 菲律賓山椒螺
菲律賓山椒螺（学名：Assiminea philippinica）为山椒蝸牛科山椒螺屬下的一个种。

## 分布
菲律賓山椒螺主要分布於太平洋地區，例如印尼爪哇島、馬來西亞砂拉越、菲律賓、泰國……等。在台灣則主要分布於綠島。